# Leucopodella
Leucopodella là một chi ruồi trong họ Syrphidae.